# Мартыновская (Московская область)
Мартыновская — деревня в муниципальном округе Егорьевск Московской области России . 

## Расположение
Деревня Мартыновская расположена в северо-восточной части Егорьевского района, примерно в 12 км к северо-востоку от города Егорьевска. В 1 км к юго-западу от деревни протекает река Цна. Высота над уровнем моря 129 м.

## История
До отмены крепостного права жители деревни относились к разряду государственных крестьян. После 1861 года деревня вошла в состав Поминовской волости Егорьевского уезда. Приход находился в селе Ново-Егорьевское.
В 1926 году деревня входила в Мартыновский сельсовет Поминовской волости Егорьевского уезда.
До 1994 года Мартыновская входила в состав Саввинского сельсовета Егорьевского района, а в 1994—2006 гг. — Саввинского сельского округа.
Входила в состав сельского поселения Саввинское.

## Демография
В 1885 году в деревне проживало 263 человека, в 1905 году — 296 человек (141 мужчина, 155 женщин), в 1926 году — 184 человека (70 мужчин, 114 женщин). По переписи 2002 года — 12 человек (4 мужчины, 8 женщин). Население — 21 человек (2010).
| 1859 | 1868 | 1885 | 1905 | 1926 | 2002 | 2006 |
| ---- | ---- | ---- | ---- | ---- | ---- | ---- |
| 181  | →181 | ↗263 | ↗296 | ↘184 | ↘12  | ↗13  |
| 2010 |      |      |      |      |      |      |
| ↗21  |      |      |      |      |      |      |